# Капрара, Корнелио
Корнелио Капрара (итал. Cornelio Caprara; 16 августа 1703, Болонья, Папская область — 5 апреля 1765, Рим, Папская область) — итальянский куриальный кардинал. Губернатор Рима и вице-камерленго Святой Римской Церкви с 10 сентября 1756 по 23 ноября 1761. Кардинал-дьякон с 23 ноября 1761, с титулярной диаконией Санти-Козма-э-Дамиано с 25 января 1762.